# Bryonia verrucosa
Bryonia verrucosa är en gurkväxtart som beskrevs av Jonas Dryander. Bryonia verrucosa ingår i Hundrovesläktet som ingår i familjen gurkväxter. Inga underarter finns listade i Catalogue of Life.